# Après un rêve
Après un rêve is een lied van Fauré dat oorspronkelijk gepubliceerd is in 1878, over een meisje dat droomt van een romantische vlucht met haar verloofde, weg van de aarde, naar het licht. Maar, als ze wakker wordt, is ze weer in de harde werkelijkheid, en ze verlangt terug naar de droom. De tekst komt van een anoniem Italiaans lied en is vrij vertaald naar het Frans door Romain Bussine.
De Franse tekst luidt als volgt:
Dans un sommeil que charmait ton image
Je rêvais le bonheur, ardent mirage,
Tes yeux étaient plus doux, ta voix pure et sonore,
Tu rayonnais comme un ciel éclairé par l'aurore;
Tu m'appelais et je quittais la terre
Pour m'enfuir avec toi vers la lumière
Les cieux pour nous entr'ouvraient leurs nues,
Splendeurs inconnues, lueurs divines entrevues,
Hélas! Hélas! triste réveil des songes
Je t'appelle, ô nuit, rends-moi tes mensonges,
Reviens, reviens radieuse,
Reviens ô nuit mystérieuse!
De compositie Après un rêve van Fauré werd tijdens de huwelijksplechtigheid van de Britse prins Harry en prinses Meghan, hertog en hertogin van Sussex, op 19 mei 2018 in St. George's Chapel in Windsor ten gehore gebracht door de cellist Sheku Kanneh-Mason.